# Pleocoma sonomae
Pleocoma sonomae är en skalbaggsart som beskrevs av Linsley 1935. Pleocoma sonomae ingår i släktet Pleocoma och familjen Pleocomidae. Inga underarter finns listade i Catalogue of Life.